# Rudolf-Kalweit-Stadion
Das Rudolf-Kalweit-Stadion (vormals Stadion am Bischofsholer Damm) ist ein Fußballstadion im Stadtteil Bult der niedersächsischen Landeshauptstadt Hannover. Umgangssprachlich wird es in Hannover und Umgebung oft „Arminia-Stadion“ genannt.
Die Spielstätte bietet momentan noch Platz für 16.000 Zuschauer. Es ist damit nach der Heinz-von-Heiden-Arena das zweitgrößte Fußballstadion der Stadt. Der SV Arminia Hannover ist Eigentümer und trägt dort seine Heimspiele in der Oberliga Niedersachsen (5. Liga) aus. Die deutsche Rugbynationalmannschaft trägt regelmäßig Länderspiele im Rudolf-Kalweit-Stadion aus. Außerdem wird es von der American-Football-Mannschaft Hannover Grizzlies genutzt. Hauptsächlich aber nur von den 1. Herren.

## Geschichte
Das Stadion am Bischofsholer Damm wurde 1918 erbaut und 1924 erweitert. Den zuvor hier bestehenden Sportplatz hatte der Rugby-Klub Merkur bei der Fusion mit Arminia Hannover im Oktober 1918 eingebracht. Nach dem Zweiten Weltkrieg wurde das schwer beschädigte Stadion saniert und abermals erweitert. Der Besucherrekord stammt aus dem April 1960, als Arminia Hannover gegen den Bremer SV vor knapp 20.000 Zuschauern antrat und 6:1 gewann. Im Jahr 1963 stand die Sportanlage kurz vor dem Abriss, denn die Stadt Hannover wollte den Bischofsholer Damm ausbauen. Doch der Fußballverein weigerte sich, die Anlage zu verkaufen und musste dafür eine Hintertorseite dem Straßenbauprojekt hergeben. 1976 wurde die alte Tribüne abgerissen. Das „neue“ Dach stammt aus dem Stadion Rote Erde in Dortmund.

## Gegenwart
Anfang 2004 wurde das Stadion am Bischofsholer Damm in Rudolf-Kalweit-Stadion umbenannt. Kalweit, ein hannoverscher Gastronom, der 2002 im Alter von 96 Jahren verstorben war, gehörte der Arminia seit 1925 an und hatte der Jugend des Vereins ein Millionenerbe hinterlassen.
Seit 2021 werden vier Schafe zur Tribünenpflege eingesetzt, die auf den Traversen grasen.

## Rugby-Länderspiele
| Sa, 29. April 2006, 15 Uhr, ENC Division 2a    |   |             |       |                 |
| Deutschland                                    | - | Belgien     | 33:15 |                 |
| Sa, 28. April 2007, 15 Uhr, ENC Division 2a    |   |             |       |                 |
| Deutschland                                    | - | Niederlande | 21:12 |                 |
| Sa, 19. April 2008, 15 Uhr, ENC Division 2a    |   |             |       |                 |
| Deutschland                                    | - | Ukraine     | 13:5  |                 |
| Sa, 2. Mai 2009, ENC Division 1                |   |             |       |                 |
| Deutschland                                    | - | Russland    | 0:53  | 3.400 Zuschauer |
| Sa, 12. November 2011, 14 Uhr, ENC Division 1b |   |             |       |                 |
| Deutschland                                    | - | Niederlande | 23:7  |                 |
| Sa, 27. Februar 2016, 14:30, ENC Division 1A   |   |             |       |                 |
| Deutschland                                    | - | Portugal    | 50:27 | 8.173 Zuschauer |

## Sonstige Veranstaltungen
Im Rudolf-Kalweit-Stadion fanden die Benefizspiele der Per-Mertesacker-Allstars gegen Prominentenauswahlen statt. Die Erlöse gingen an die gemeinnützige Per-Mertesacker-Stiftung.

## Galerie

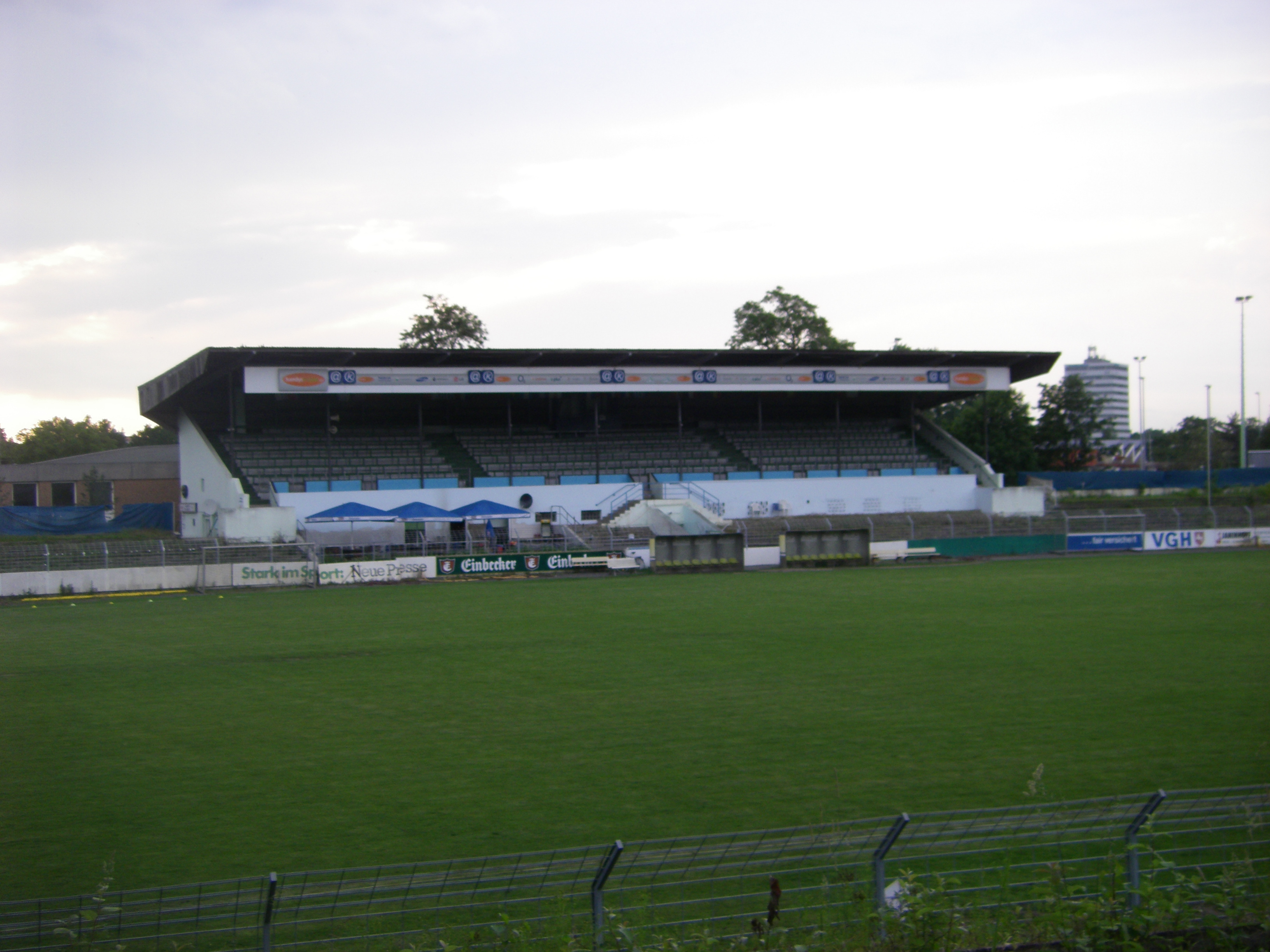
Die Haupttribüne (Juni 2016)
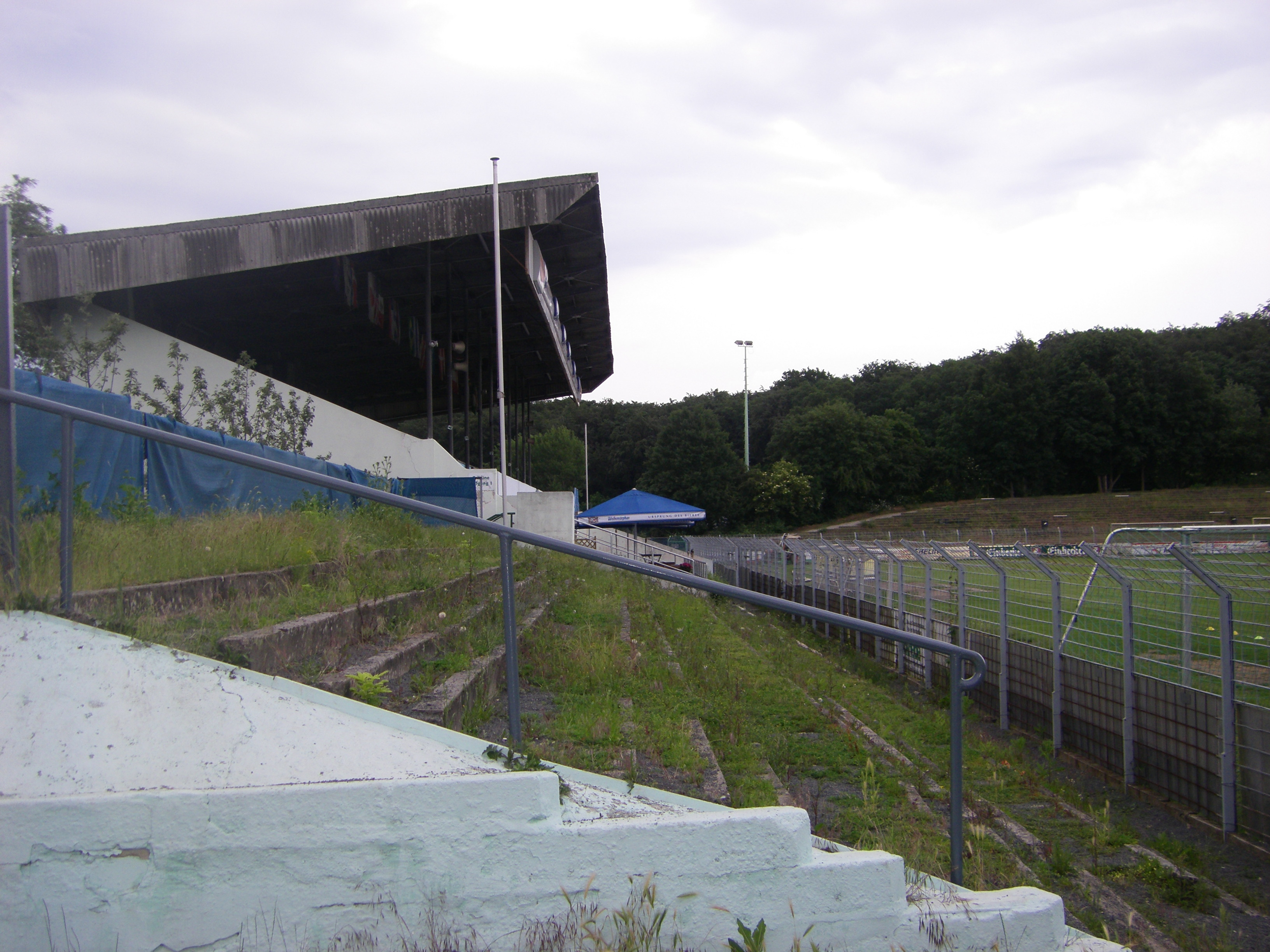
Neben der Haupttribüne sprießt das Gras (Juni 2016)
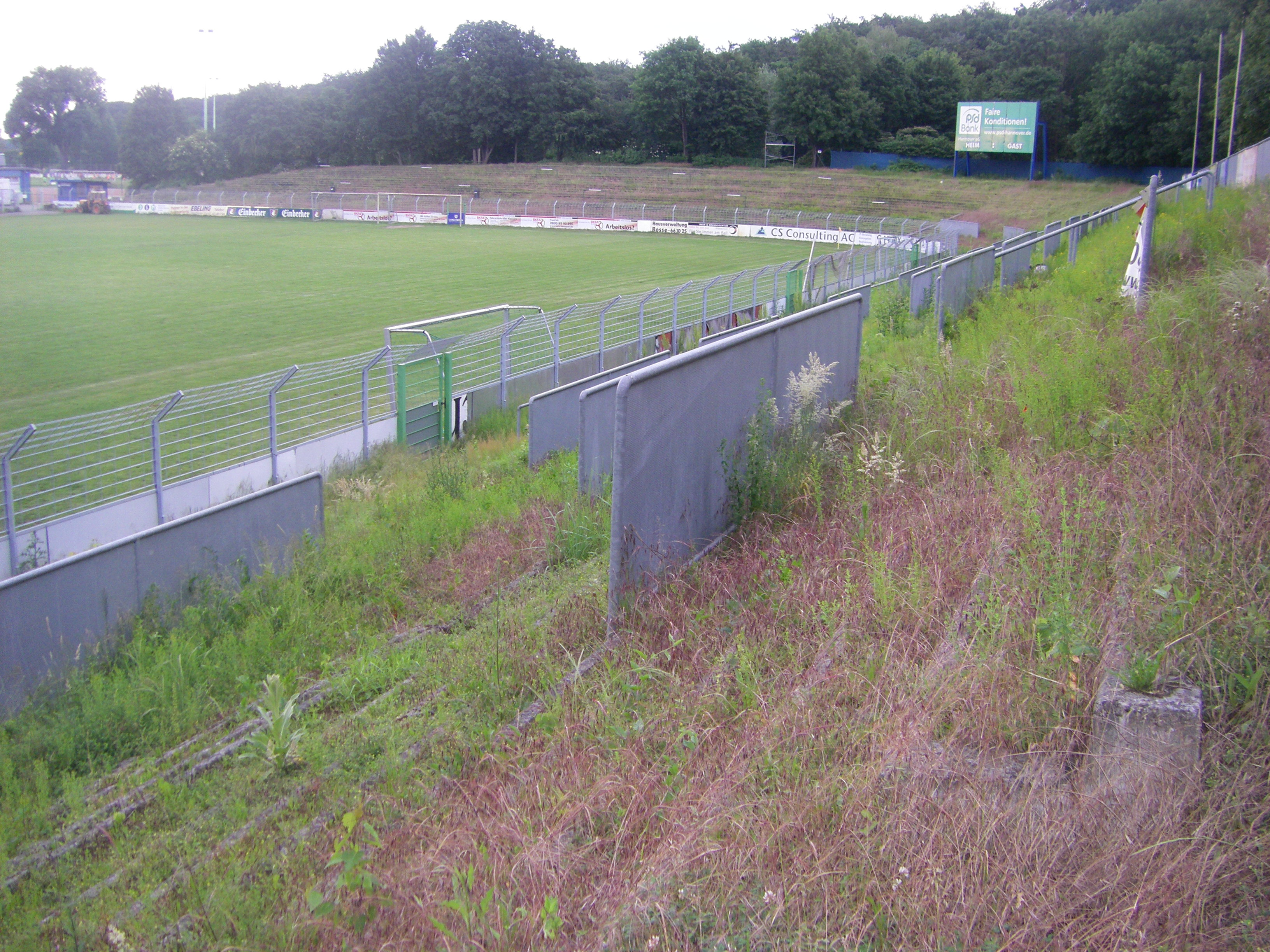
Die von Unkraut überwucherte Gegentribüne (Juni 2016)